# (1564) Srbija
(1564) Srbija es un asteroide que forma parte del cinturón de asteroides y fue descubierto el 15 de octubre de 1936 por Milorad Protić desde el observatorio de Belgrado, Serbia.

## Designación y nombre
Srbija fue designado inicialmente como 1936 TB. Más adelante se nombró por Serbia, un país del sureste de Europa.

## Características orbitales
Srbija orbita a una distancia media del Sol de 3,17 ua, pudiendo alejarse hasta 3,795 ua y acercarse hasta 2,546 ua. Tiene una inclinación orbital de 11,02° y una excentricidad de 0,197. Emplea en completar una órbita alrededor del Sol 2062 días.